# إبانو أركاني (إراكليون)
إبانو أركاني (Επάνω Αρχάναι) هي مدينة في إراكليون في اليونان. يبلغ عدد سكانها حوالي 3800 نسمة.